# Dějiny Belgie

Velký státní znak Belgického království

Dějiny území Belgického království jsou propleteny s dějinami Nizozemska, Německa, Francie a Lucemburska. Po většinu historie bylo území dnešní Belgie buď částí většího státního celku (Franská říše), nebo bylo rozdrobeno do menších útvarů (Brabantské vévodství, Flanderské hrabství, Lutyšské knížecí biskupství, Lucemburské hrabství). Strategická poloha tohoto území ho rovněž předurčila být pověstným “bojištěm Evropy” – osudové bitvy velkých mezinárodních konfliktů se odehrávaly na území Belgie již za osmdesátileté a třicetileté války, později i za první a druhé světové války. Belgické dějiny jsou poznamenány též potýkáním dvou jazykových skupin, vlámsky (nizozemsky) mluvícího severu a francouzsky mluvícího jihu (Valonska). Prvním, kdo tyto dvě jednotky spojil do jednoho celku, byl římský císař a burgundský vévoda Karel V. v rámci své pragmatické sankce z roku 1549. Oddělení tohoto území od Nizozemska utvrdila osmdesátiletá válka (1568–1648). Poté ho však ovládaly různé cizí mocnosti - Španělé, Rakušané i Francouzi. Politická nesuverenita nijak ovšem nebránila rozkvětu obchodu a kultury. Belgie se stala jedním z evropských epicenter průmyslové revoluce, rozvoje měšťanské třídy a společnosti založené na obchodu. Moderní Belgie vznikla roku 1830, díky belgické revoluci. Jazyková hranice však nikdy zcela nezmizela a střet vlámské a valonské části země naplňuje moderní politické dějiny Belgie. Belgie byla postupně, od 70. let 20. století, federalizována a nezřídka se diskutuje i o možnosti jejího rozdělení na dva státy. K belgickým dějinám patří i koloniální dobrodružství, které tento malý stát zahájil v 19. století, především v centrální Africe. Bilance belgického kolonialismu patří k nejkrvavějším – její součástí jsou miliony mrtvých domorodců. Kolonie získaly nezávislost v 60. letech 20. století. V poválečném období se Belgie stala typickým západoevropským sociálním státem, cílem masivní migrace z Afriky a Blízkého východu, propagátorem liberalizačních trendů (povolení eutanazie či sňatků gayů) a také lídrem evropského integračního procesu. Brusel není jen hlavním městem Belgie, ale i sídlem hlavních institucí Evropské unie – Evropské komise a Evropského parlamentu. Sídlí v něm také velitelství vojenské aliance NATO, k jehož zakladatelům Belgie rovněž patřila.

## Starší dějiny

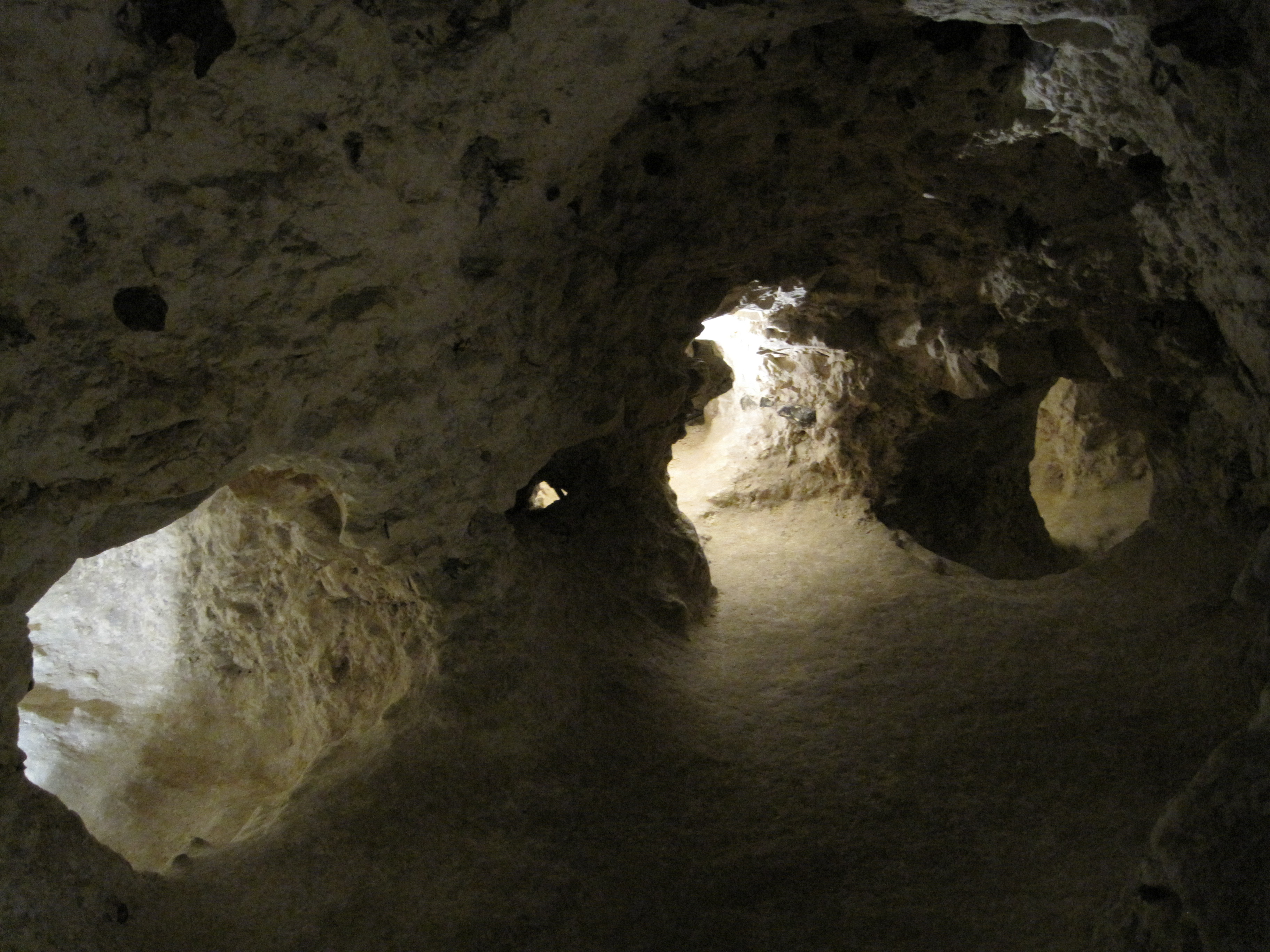
Pazourkové doly ve Spiennes

Na území Belgie, nedaleko městečka Engis, byly v letech 1829–30 objeveny vůbec první pozůstatky lidského druhu, který pak získal jméno podle pozdějších objevů v údolí Neanderthal v Německu – člověk neandrtálský. Neandrtálci žili na území Belgie již 100 000 let př. n. l.
V neolitu zasahovala na belgické území kultura s lineární keramikou. Specifické na jejích projevech v Belgii bylo jinde nepříliš obvyklé opevňování vesnic zdmi. K nejcennějším pozůstatkům po této kultuře patří doly ve Spiennes, kde neolitičtí obyvatelé těžili pazourky, a které byly roku 2000 zapsány na seznam světového kulturního dědictví UNESCO. První zemědělskou kulturou na území Belgie byla michelsberská kultura.
Ve třetím a na konci čtvrtého tisíciletí př. n. l. celé území vykazovalo relativně malé lidské osídlení. Změna přišla na konci doby bronzové, okolo roku 1750 př. n. l., kdy území začaly osídlovat různé kmeny, které Římané později označovaly za keltské, byť zejména obyvatelstvo na severu možná keltské nebylo. Tyto nové kmeny sebou přinesly kulturu popelnicových polí, později kulturu halštatskou a laténskou. Z doby zhruba 500 př. n. l. je doložen obchod se Středomořím, z doby kolem roku 150 př. n. l. ražba mincí. Římané užívali pro všechny Kelty v této oblasti termín Belgové a odtud také pochází dnešní slovo Belgie.

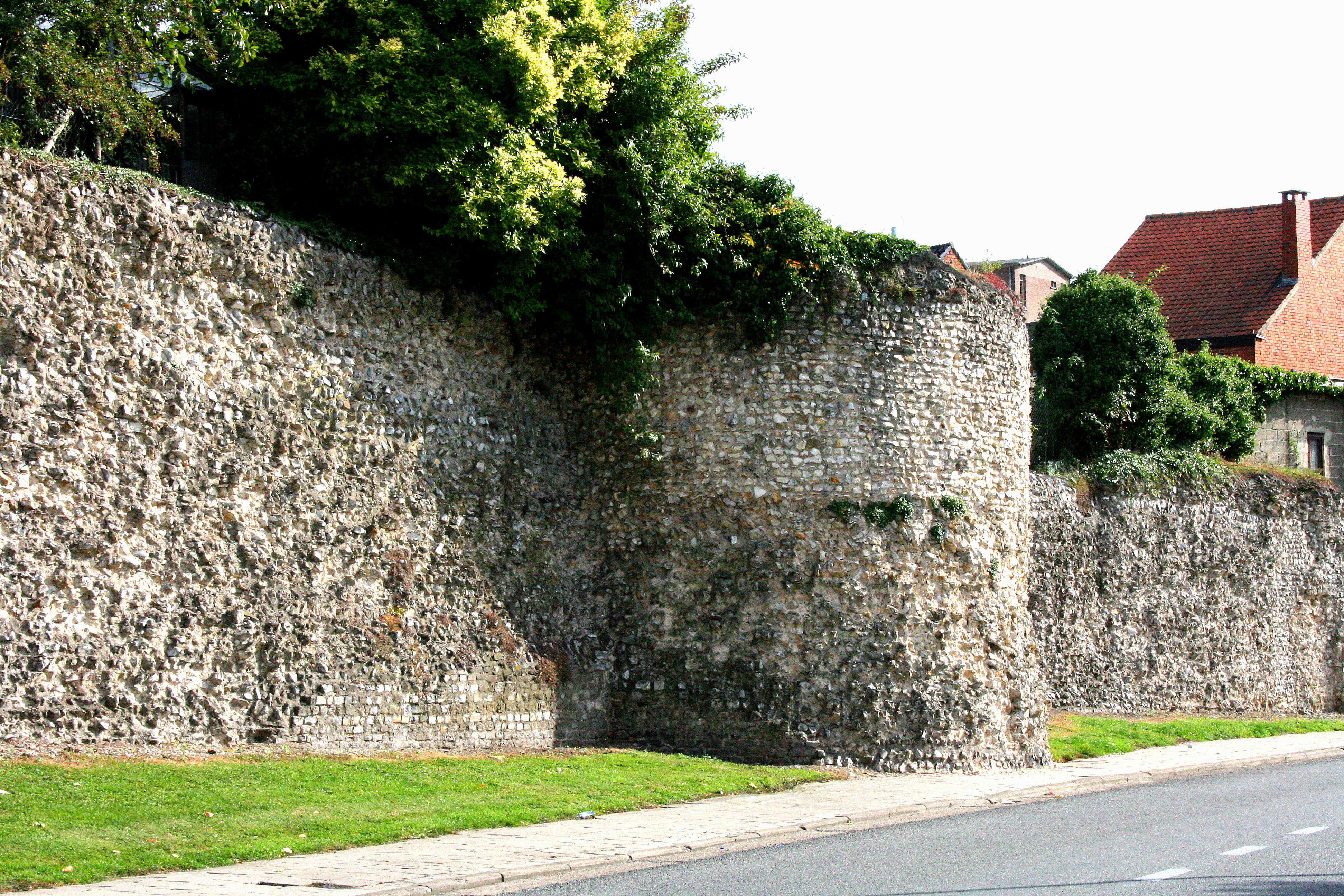
Zeď z římských časů ve městě Tongeren (Římany zvaném Atuatuca)

V letech 59 – 52 př. n. l. si Belgy podrobil římský vůdce Julius Caesar a připojil jejich území k Římské říši. Ve svých zápiscích přitom Belgy označil za “nejstatečnější z Galů”. V roce 27 př. n. l. byla z území Belgů vytvořena provincie Gallia Belgica s hlavním městem v Remeši. Za Domiciána (81–96) byla z Belgiky oddělena Germania Inferior a Germania Superior. V roce 300 byla Belgica rozdělena na Belgica Prima s hlavním městem v Trevíru a Belgica Secunda s hlavním městem v Remeši.
V letech 406–407 obsadili Belgii Germáni – Frankové. Severní část dnešního území se velmi germanizovala, zatímco na jihu zůstali latinsky hovořící Galořímané - to byl prapočátek současného jazykového rozštěpení země. V roce 450 Frankové expandovali do Galie, kde založili Franskou říši, jejíž součástí byla i Belgie. Během 7. století byli christianizováni, přičemž klíčovou úlohu sehrál Servác z Tongeren. Západní část byla součástí Neustrie, východní Austrasie. Po rozpadu Franské říše v roce 843 byla většina Belgie, včetně východních Flander, součástí Svaté říše římské, zatímco většina Flander byla lénem francouzského krále.
V roce 1384 zdědil Flandry burgundský vévoda Filip Smělý. Belgie se tak stala součástí vévodství burgundského. V roce 1477 však Karel Smělý zahynul v bitvě u Nancy, čímž burgundští vévodové vymřeli. Belgii a vůbec celé Nizozemí zdědili Habsburkové. Po rozdělení habsburské dynastie patřila Belgie nejprve španělským Habsburkům (1553–1713), pak rakouským (1713–1794).
Pod těmito různými vládci, a zvláště mezi 12. a 17. stoletím, se díky své výhodné poloze stávala belgická města významnými centry obchodu, průmyslu a umění. Vlámští malířští mistři (Peter Paul Rubens, Anthonis van Dyck, Pieter Breughel) byli ve své době nejoceňovanějšími v celé Evropě.

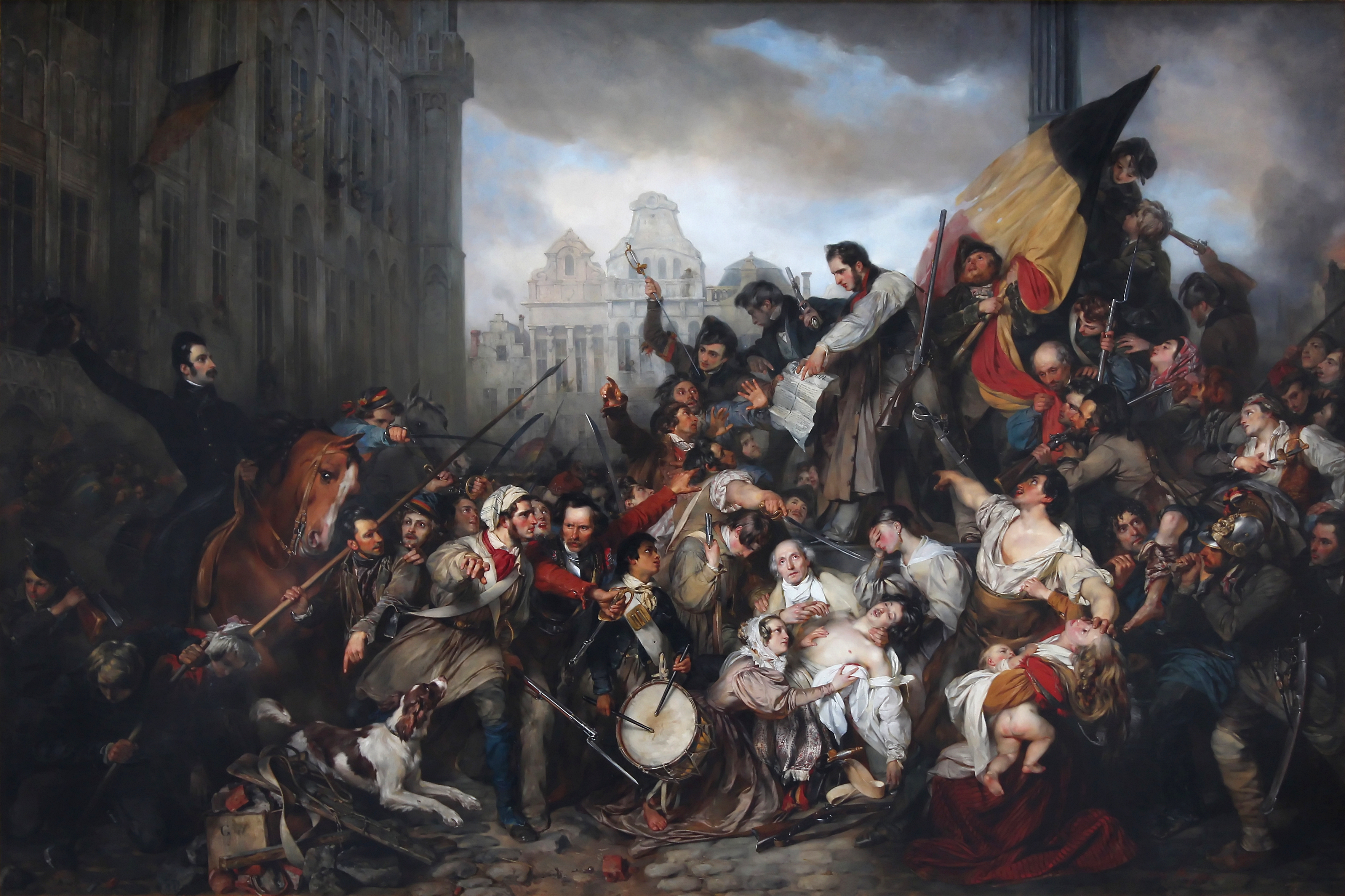
Belgická revoluce 1830 na obraze Gustafa Wapperse

V roce 1795 Belgii anektovala Francie v čele s Napoleonem, a po jeho porážce na základě výsledku Vídeňského kongresu (1815) připadla Nizozemí.
Po povstání, které vzniklo v bruselském operním divadle La Monnaie, vyhlásila 4. října 1830 provizorní belgická vláda nezávislost na Nizozemsku. Byla vytvořena parlamentní monarchie a 21. července 1831 na belgický trůn nastoupil král Leopold I. Belgický z ernestinské linie Wettinů (rod Sasko–Coburg–Gotha). V tento den slaví Belgičané Den nezávislosti. Belgické ústavní zřízení pak bylo po celé 19. století vzorem pro evropské liberály.
Během vlády Leopolda II. (1865–1909) získala Belgie kolonii v Kongu, jejíž přírodní bohatství nemilosrdně vydrancovala, samozřejmě s velkým ziskem. Kolonie nejdříve patřila přímo králi, ale roku 1908, po masivní mezinárodní kritice belgického monarchy, byla předána státu a přejmenována na Belgické Kongo. Tato formální změna ovšem zásadní zlepšení situace domorodců nepřinesla. Belgické koloniální vykořisťování v centrální Africe bývá většinou hodnoceno jako mnohem horší než francouzské na severu, německé na jihovýchodě nebo britské na jihu kontinentu. Mezi lety 1880–1920 populace Konga klesla na polovinu. Počet obětí teroru dosáhl k deseti milionům. Proti spontánně vznikajícím hnutím odporu nekompromisně zasahovala armáda.

## Belgie ve 20. století

### Belgie za první světové války

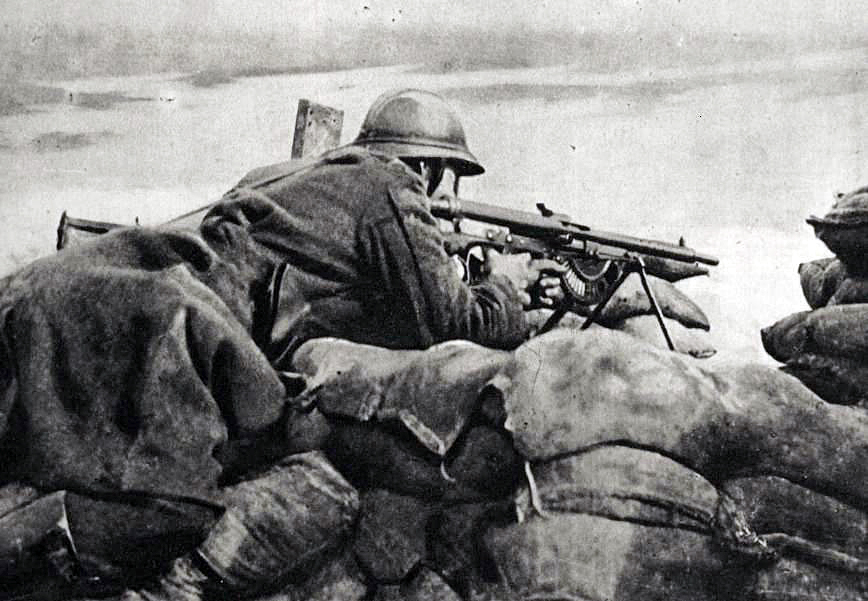
Belgický voják za první světové války

Po vypuknutí první světové války Německo napadlo neutrální Belgii a Lucembursko v rámci tzv. Schlieffenova plánu. Snažilo se obejít francouzské opevnění a přes Belgii rychle zaútočit na Paříž. Ohrožení Francie přimělo Británii vstoupit do války. Jako odůvodnění použila spojeneckou smlouvu s Belgií z roku 1839. Belgická armáda během prvních dnů po napadení kladla tvrdohlavý odpor, ačkoli Němci spoléhali na to, že by mohla nechat německá vojska snadno projít. Tomu se postavil zejména král Albert I. „Belgie je národ, nikoli silnice,“ je jeho slavný výrok z této doby, který z něj učinil národního hrdinu, ačkoli Belgičané desetinásobné německé přesile samozřejmě podlehli. Zdrželi však Němce na svém území téměř měsíc, což dalo francouzským a britským silám čas se připravit na protiútok na Marně. Německý “závod k moři” Belgičané zastavili zejména v památné bitvě na řece Yseru.
Část belgických jednotek po porážce ustoupila na území Francie, k Le Havru. Tyto belgické jednotky bojovaly na západní frontě až do roku 1918. Do Francie a Nizozemska odešlo také 1,4 milionu uprchlíků. Jednotky z belgického Konga sehrály hlavní roli v Africké kampani. Němečtí útočníci se setkali i s odporem obyvatelstva záškodnickými akcemi, včetně ničení železničních tratí, na což odpovídali brutálním terorem. Okolo 6000 civilistů bylo okupačními jednotkami zastřeleno, hlavně v prvních měsících války.

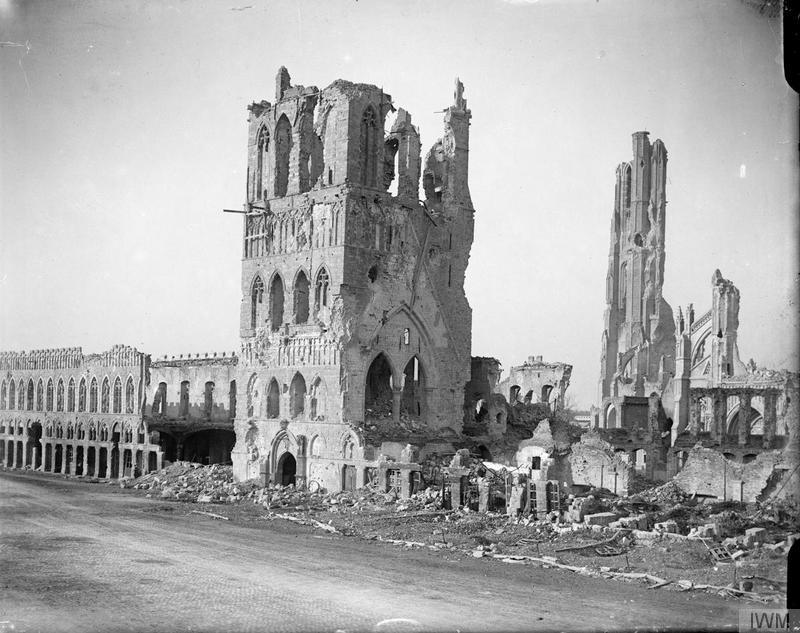
Zničené město Ypry, 1918

Belgie pak byla čtyři roky okupována. Během této doby platilo stanné právo. Obyvatelstvo většinou reagovalo pasivním odporem. Nepříjemným rysem okupace bylo, že se Němci pokusili zneužít jazykově-národnostního rozštěpení Belgie, aby narušili vyvřelý odpor vůči agresivnímu germánství. Vlámské obyvatelstvo označovali za utlačované a snažili se mu poskytovat různé výhody (tzv. flamenpolitik). Mj. zavedli vyučování vlámštiny na školách. Tato politika zanechala trvalé důsledky a takto rozdmýchané „vlámské národní vědomí“ už nikdy zcela nevyhaslo. Belgie během okupace též čelila potravinové krizi. Mezinárodní pomoc zorganizoval bývalý americký prezident Herbert Hoover (Commission for Relief in Belgium). S německým souhlasem – a k britské nevoli – jeho organizace nakonec sytila až 10 milionů lidí denně. Často je to označováno za jeden z nejpozoruhodnějších humanitárních výkonů v dějinách. Ekonomicky byla země ovšem okupanty zcela zplundrována, tisíce strojů, ba celé továrny byly odvezeny do Německa. Odvezeny byly i stroje, které Němci nemohli přímo využít – posloužily jako šrot pro německé ocelárny.
V závěru války se na území Belgie odehrála i neblaze proslulá bitva u Yper, kde byl prvně užit bojový plyn yperit.

### Meziválečná doba

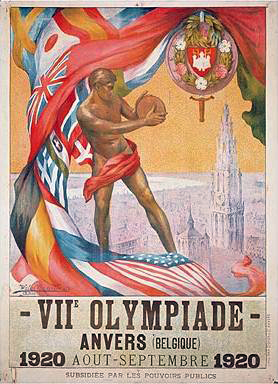
Plakát olympijských her v Antverpách roku 1920

Zatímco v roce 1914 měla Belgie jednu z nejlépe fungujících ekonomik v Evropě, v roce 1919, rok po konci války a okupace, činila nezaměstnanost hrozivých 80 procent. Vláda po válce kupříkladu disponovala jen 81 lokomotivami, ačkoli před válkou jich měla 3470. Po válce vedla všeobecná demoralizace k útokům na skutečné i domnělé kolaboranty s Němci a válečné zbohatlíky, pouliční násilí vláda zvládala jen s obtížemi. Přesto se situace rychle uklidnila a i ekonomická situace se začala rychle zlepšovat. Už v roce 1920 Belgie ukázala svou sílu uspořádáním prvních poválečných olympijských her v Antverpách. V roce 1921 Lucembursko vytvořilo s Belgií hospodářskou unii, což ekonomice také značně pomohlo. Spolupráce mezi těmito státy se projevovala např. vytvořením měnové unie, kdy bylo možno používat belgický frank na lucemburském území a naopak.
Belgie byla jednou ze zemí, které Versailleská mírová smlouva přála – německé válečné reparace byly stanoveny na 12,5 miliard liber šterlinků. V letech 1923–1926 belgická armáda vstoupila i na německé území, aby vyplácení reparací zajistila. O účelnosti této politiky a jejím vlivu na růst resentimentů a nacismu v Německu se ovšem dodnes diskutuje. Po válce získala Belgie též dva pruské okresy Eupen a Malmédy, čímž získala německy mluvící menšinu, již má na svém území dosud. Belgie po válce požadovala i některá nizozemská území – Nizozemce Belgičané označovali za německé spolupachatele. Tyto požadavky však uspokojeny nebyly.
Dvacátá léta byla v Belgii dobou ekonomického, ale i kulturního rozkvětu. Dařilo se avantgardnímu umění (René Magritte, Paul Delvaux) a vznikla též osobitá tradice belgického komiksu (Hergého Tintin ad.).
V roce 1925 byla Belgie pověřena správou bývalé Německé východní Afriky, která hraničila s Belgickým Kongem na východě. Území se tehdy nazývalo obvykle Ruanda-Urundi (dnes jde o dva nezávislé státy: Rwanda a Burundi). Belgičané slíbili podporovat vzdělanost, tento slib však nesplnili: když v roce 1962 Belgie koloniální moc nad tímto územím ztratila, bylo na něm napočítáno jen 100 Afričanů se střední školou.

### Belgie za druhé světové války

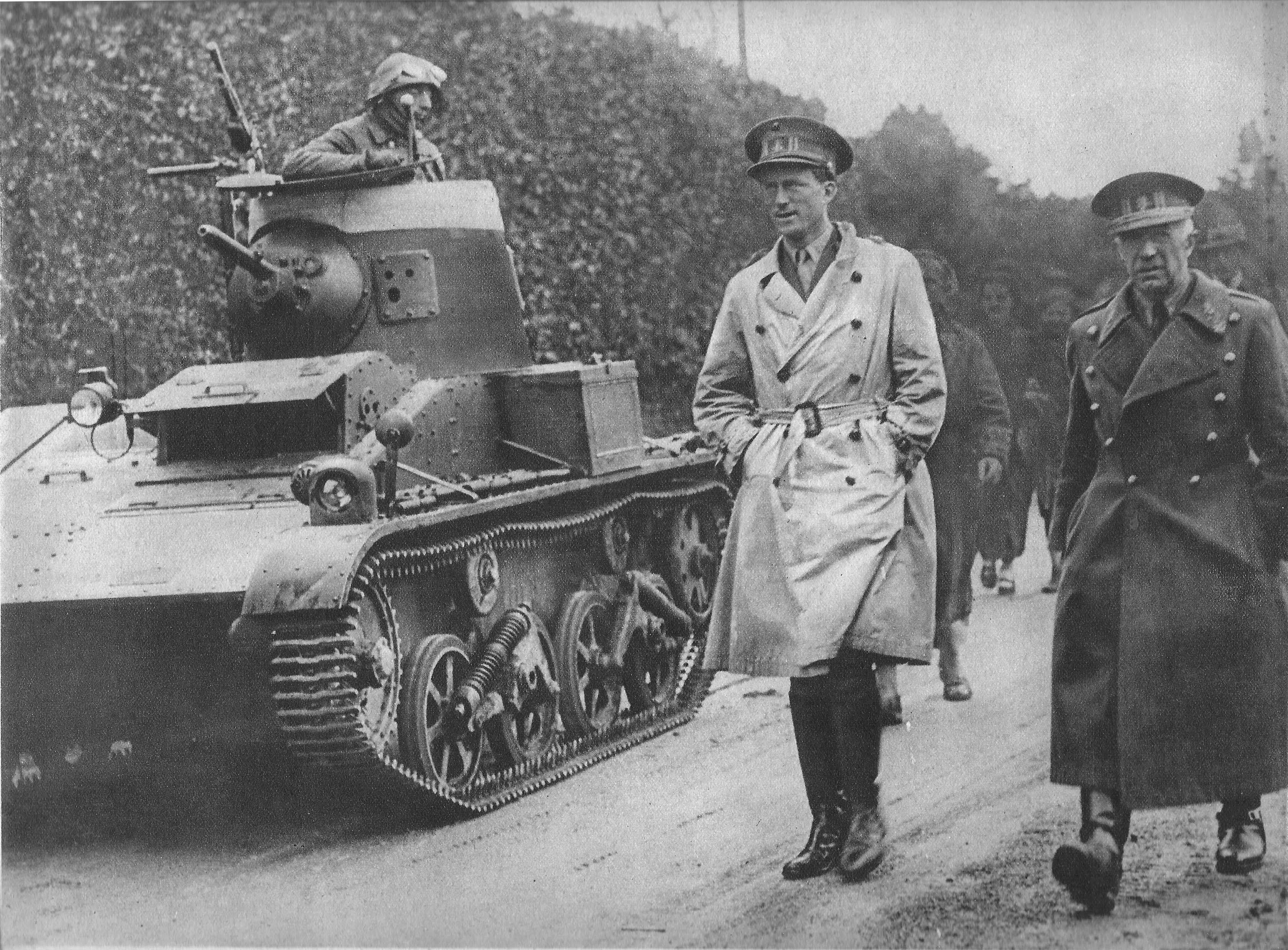
Leopold III. u svých vojsk roku 1940

Tak jako před první světovou válkou, i před tou druhou Belgie věřila, že ji ochrání její neutralita. I tentokrát šlo o omyl. 10. května 1940 byla země napadena německou armádou. Po 18 dnech bojů se Belgie a její vrchní velitel Leopold III. vzdali. Premiér Hubert Pierlot odešel do Londýna, kde vytvořil exilovou vládu. Odešla i značná část armády, která pak bojovala po boku spojenců a podílela se i na vylodění v Normandii roku 1944 (známá Pironova brigáda). Jako v minulé válce, i tentokrát sehrály značnou roli jednotky Belgického Konga, které se zapojily do války proti Italům ve východní Africe. Konžští vojáci sloužili také na Blízkém východě a v Barmě. Belgické Kongo sehrálo také značnou roli jako zásobárna surovin, včetně uranu - uran použitý v projektu Manhattan a v atomových bombách vypuštěných Američany na Hirošimu a Nagasaki pocházel právě odtud.

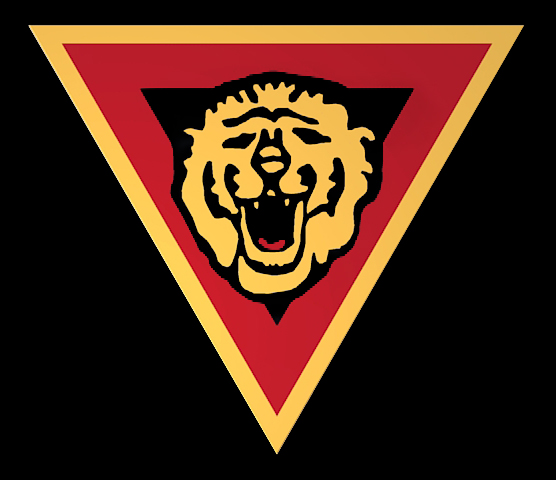
Symbol odbojové organizace Armée secrète

Území Belgie bylo během okupace řízeno německou vojenskou vládou. Neblaze proslula bývalá pevnost v Breendonku, nedaleko Mechelenu, kterou nacisté použili k věznění Židů, politických vězňů a odbojářů. Z 3500 vězněných v Breendonku mezi lety 1940–44 zemřelo 1733. Židé na okupaci doplatili nejvíce. V roce 1940 žilo v Belgii téměř 70 000 Židů. Z nich bylo 46% deportováno z tranzitního tábora Mechelen, zatímco dalších 5034 lidí bylo deportováno přes internační tábor Drancy (poblíž Paříže). Od léta 1942 do 1944 odjelo z Belgie osmadvacet transportů s 25 257 Židy a 351 Romy do východní Evropy. Jejich cílem byl často tábor smrti v Osvětimi. Na konci války se vrátilo pouze 1205 deportovaných.
Odboj proti německým okupantům byl silný, byť značně roztříštěný. Vláda v exilu podporovala organizaci Armée Secrète, nicméně šlo spíše o zastřešující termín řady nezávislých center. Některé organizace byly velmi levicové, jako komunistická Front de l'Indépendance, jiné krajně pravicové jako Légion Belge, další, jako Groupe G, politicky vyhraněné nebyly. Belgický odboj mj. zorganizoval evakuaci asi 14 000 spojeneckých letců na Gibraltar. Existovala ovšem i kolaborace, ať už vlámská (DeVlag, Vlaamsch Nationaal Verbond), nebo valonská (rexistické hnutí).
Belgie byla osvobozena na konci roku 1944 britskou, kanadskou a americkou armádou. 3. září 1944 velšské gardy osvobodily Brusel. Britská 2. armáda obsadila 4. září 1944 Antverpy, klíčové pro zásobování armád. Znovudobytí Antverp bylo také hlavním cílem německé protiofenzivy v Ardenách. Ta vyústila v těžké boje na belgické půdě během zimy 1944–45. Avšak německý útok byl odražen, mj. i za pomoci 100 000 mobilizovaných Belgičanů z osvobozených území. Po porážce Německa belgičtí vojáci okupovali i část západního Německa. Poslední belgičtí vojáci opustili Německo až v roce 2002.

### Poválečný vývoj

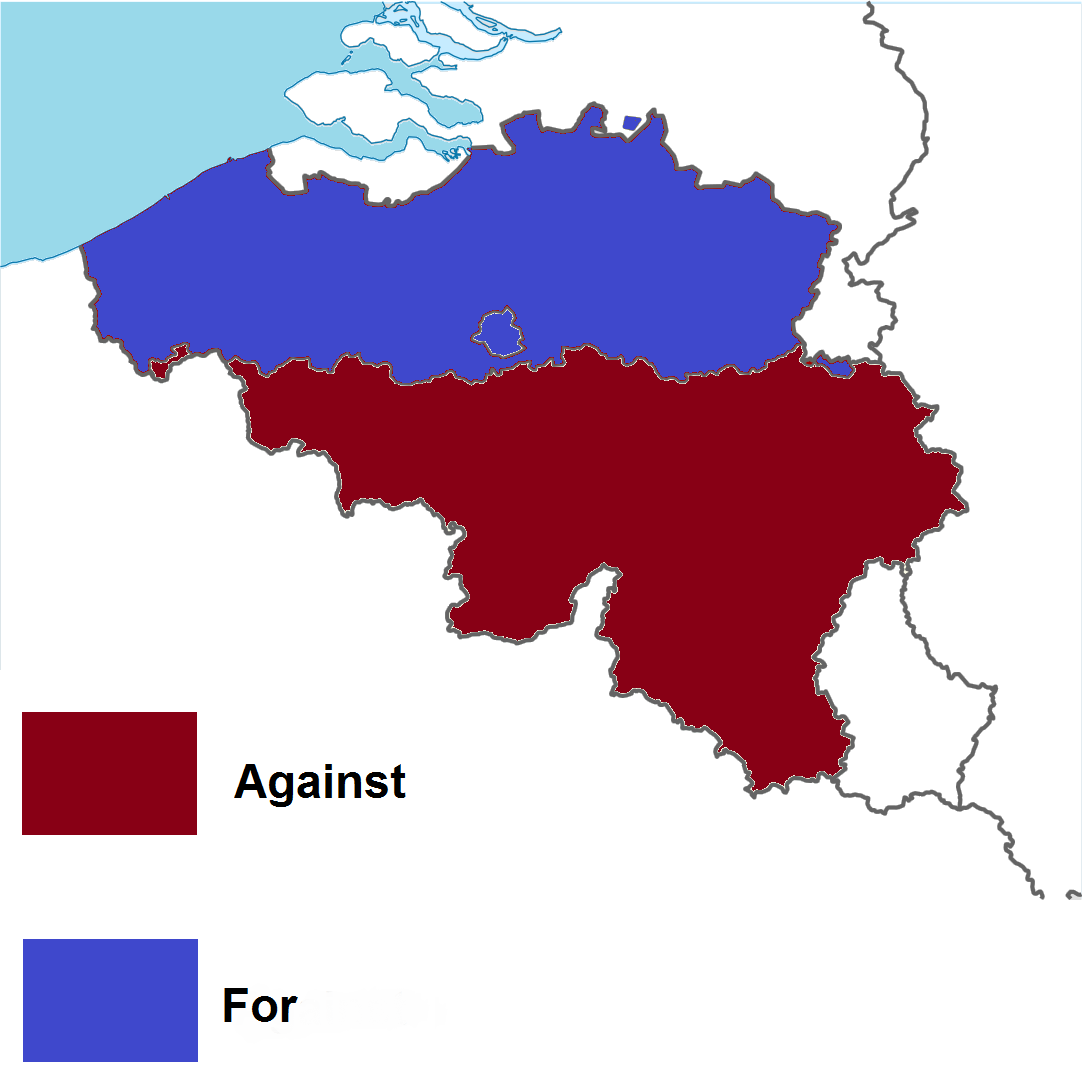
Výsledek referenda 1950: Vlámsko pro krále, Valonsko proti

Po konci války vyvstala otázka, zda se má do čela státu vrátit král Leopold III., který se roku 1940 vzdal německé armádě a na rozdíl od vlády neodjel ze země. Dokonce se za války několikrát setkal s německým diktátorem Hitlerem, což na část veřejnosti působilo jako kolaborace - tento postoj formulovala zvláště levice. Situace skončila jakýmsi patem, kdy formálně král byl králem, ale zůstával v exilu ve Švýcarsku, zatímco povinnosti doma za něj plnil jeho bratr, princ Charles. Roku 1950 bylo vypsáno referendum o tom, zda se má král vrátit. Ačkoli celkový výsledek byl poměrně jasný - 57,6 procent hlasovalo pro Leopoldův návrat, problém byl, že referendum odhalilo a zesílilo národnostní rozštěp - Vlámové volili jasně pro návrat krále (70 procent), Valoni ovšem spíše proti (58 procenty). Levice na valonských územích pak uspořádala velké protesty a hrozila i generální stávkou. Sám Leopold situaci vyřešil tím, že 16. července 1951 abdikoval ve prospěch svého tehdy dvacetiletého syna Baudouina.
Po dvou bolestných zkušenostech s nerespektovanou neutralitou se Belgičané po válce stali velkými příznivci kolektivní bezpečnosti. Byli zakládajícími členy NATO. Roli Belgie v tomto procesu symbolizuje i to, že se Brusel stal sídlem ústředí této vojenské aliance. V roce 1951 se jednotka dobrovolníků v rámci belgické armády zapojila i do korejské války proti Číňanům a Severokorejcům. Zúčastnila se několika klíčových bitev, zabito bylo přes 300 Belgičanů. Poslední belgičtí vojáci se vrátili z Koreje v roce 1955.
Další belgickou strategií se stala regionální i evropská integrace. Již 5. září 1944 byla vytvořena Beneluxská celní unie. Reálně začala fungovat v roce 1948. V roce 1960 byla nahrazena Beneluxskou ekonomickou unií. Belgie byla také jedním ze zakládajících členů Evropského společenství uhlí a oceli v červenci 1952 a z ní vycházejícího Evropského hospodářského společenství vytvořeného Římskou smlouvou 25. března 1957. To byl základ budoucí Evropské unie. Klíčovou osobností počátku integračního procesu, jak beneluxského, tak západoevropského, byl mnohonásobný belgický ministr zahraničí a premiér Paul-Henri Spaak, sociální demokrat, který stanul též v čele NATO a byl prvním předsedou Evropského parlamentu. Belgičtí politici se později díky belgické angažovanosti v evropském integračním procesu, a ovšem také díky vytrénovanosti v umění komplikovaného kompromisu (vzhledem k vícenásobnému rozštěpu belgické politické scény od 60. let) stali velmi úspěšní v získávání vysokých postů v evropských institucích: Jean Rey byl předsedou Evropské komise (1967-1970), Herman Van Rompuy prvním stálým prezidentem Evropské unie (2009-2014), Jean Duvieusart a Victor Leemans předsedy Evropského parlamentu.

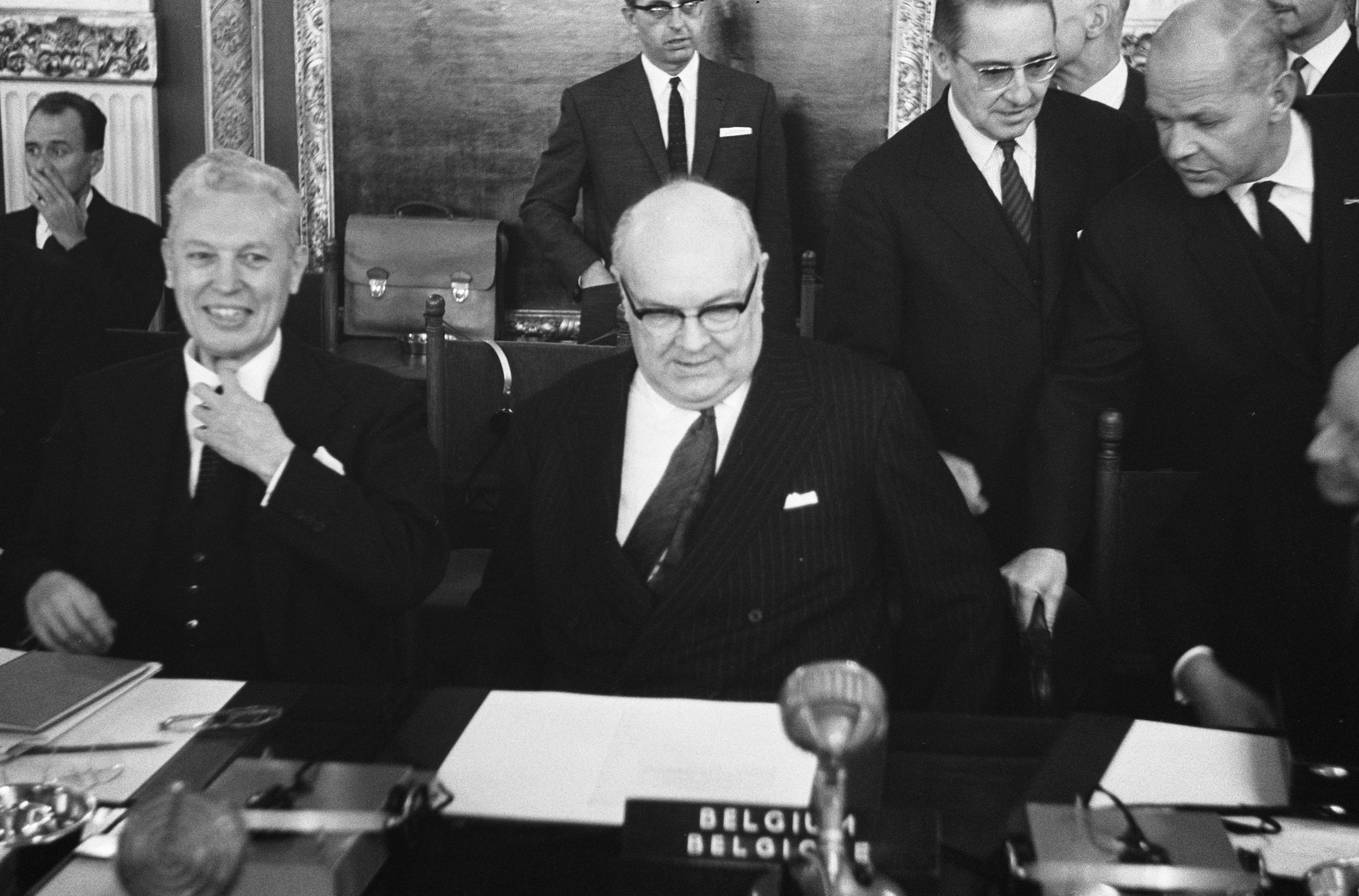
Belgický premiér a jeden z otců evropské integrace Paul-Henri Spaak

Poválečné ekonomice silně pomohl americký Marshallův plán. Belgie díky němu získala v letech 1948 až 1951 finanční injekci 559 milionů dolarů, které nemusela nikdy splatit. Shodou okolností, vzhledem ke zvláštní síti lokálních organizací spravujících americkou pomoc, mimořádně díky tomu vzrostl vliv odborů v belgické společnosti. Jinak struktura nově budovaného hospodářství vycházela z poválečného "keynesiánského konsensu". Výsledkem byl fascinující ekonomický růst v následujících 30 letech. Ten byl typický pro celou západní Evropu, ale Belgie v něm hrála roli premianta. Začalo se hovořit o belgickém hospodářském zázraku. Mocně vzrostla životní úroveň. Podle jedné studie belgičtí pracovníci vydělali do roku 1961 o 50 procent víc než jejich protějšky v Itálii a o 40 procent víc než v sousedním Nizozemsku.
Přesto měl tento pozitivní proces jeden sporný důsledek. Vlámské území bylo po válce mnohem více zničené a zaostalé než valonské. Především Flandry proto čerpaly z Marshallova plánu. Zahájily tak dynamický růst a ze zaostalejší, zemědělské části země se rychle stala prosperující oblast. Problém byl, že to nebylo doprovázeno adekvátním růstem ve Valonsku. Tato oblast, jejíž bohatství spočívalo tradičně v těžbě uhlí a těžkém průmyslu, spíše stagnovala a přechod k postindustriální společnosti a krize uhelného a těžkého průmyslu od 60. let (a zvláště pak od roku 1973) ekonomický rozštěp země ještě prohloubily. Vzhledem k tomu, že tento rozštěp kopíroval i rozštěp národnostní, stal se nacionální problém pro Belgii od 60. let ústředním vnitropolitickým tématem. Když roku 1960 nespokojení valonští dělníci vyhlásili generální stávku, jejich vlámští kolegové se k nim nepřipojili. Výsledkem byl vznik tzv. renardismu (podle odboráře André Renarda), který kombinoval militantní socialismus s valonským nacionalismem. Byli to tudíž paradoxně valonští dělníci, kteří začali jako první mluvit o federalizaci Belgie. Brzy se tématu ovšemže chytli i vlámští nacionalisté.
Navíc vše zesiloval i problém náboženství - Valoni jsou převážně katolíci, Vlámové protestanti. Právě nábožensky podbarvenými spory v 50. letech boje začaly - tzv. válkou o školy, kde šlo o to, zda mají katoličtí kněží bez pedagogického vzdělání učit na belgických státních školách. Spor byl roku 1958 zažehnán kompromisem, ale v průběhu 60. let plynule přešel ve spor jazykový. Vlámové začali požadovat zrovnoprávnění vlámštiny (de facto nizozemštiny) (do roku 1967 neexistoval ani nizozemský text ústavy). Začalo se hovořit o tzv. jazykové válce. Vyvrcholila v roce 1968 rozdělením katolické univerzity v Lovani na dvě části, vlámskou a valonskou (Katholieke Universiteit Leuven a Université Catholique de Louvain). Brzy se rozštěpily i hlavní politické strany podle národnostního klíče. Cesta k federalizaci byla otevřena.

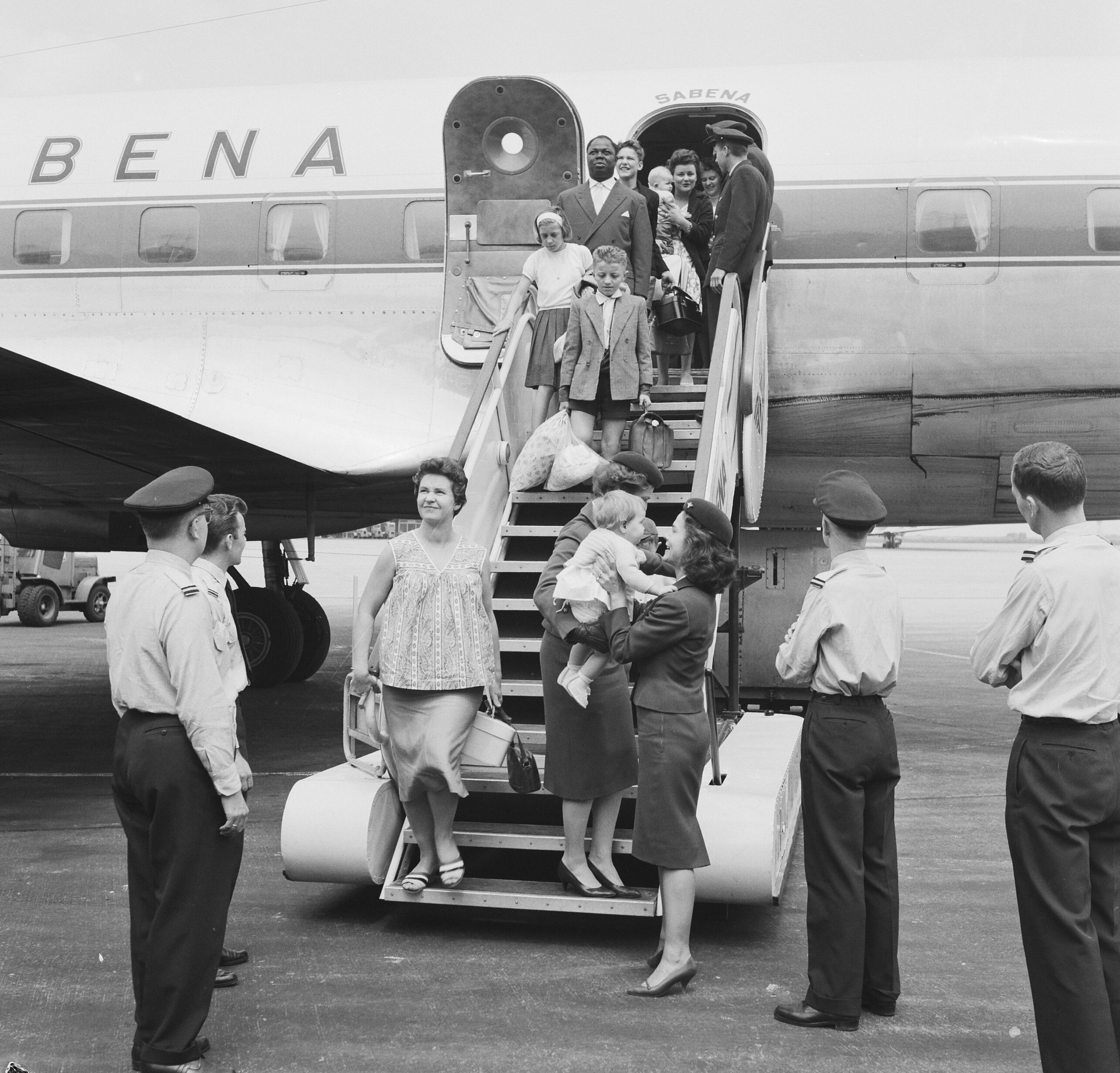
Belgičané evakuovaní z Konga přilétají roku 1960 do Bruselu, koloniální éra končí

V 50. a 60. letech ovšem musela Belgie čelit ještě další otázce - svému koloniálnímu dědictví. Už od 50. let se mluvilo o nutnosti dekolonizace, ovšem ta byla naplánována jako dosti pozvolný proces. Po vypuknutí povstání v Kongu roku 1959, jež vedl Patrice Lumumba, však bylo jasné, že vše půjde mnohem rychleji. Roku 1960 Kongo vyhlásilo republiku a belgické vojenské síly zůstaly pasivní, a to i tehdy, když černošské davy začaly útočit na bílé obyvatelstvo. Zorganizovaly pouze evakuaci belgických občanů. Situace se však rychle komplikovala - jižní část Konga, tzv. Katanga, vyhlásila nezávislost, s podporou části belgických důstojníků. Navíc se v rámci studené války Sovětský svaz snažil nastalé situace využít a vtáhnout Lumumbův režim do východního bloku. Belgičané tak podpořili pravicového Josepha Mobutua, který se proti Lumumbovi postavil. Výsledkem bylo Lumumbovo zavraždění a občanská válka. Mobutu v ní zvítězil a zemi přejmenoval na Zaire.

## Federalizace a snahy o rozdělení

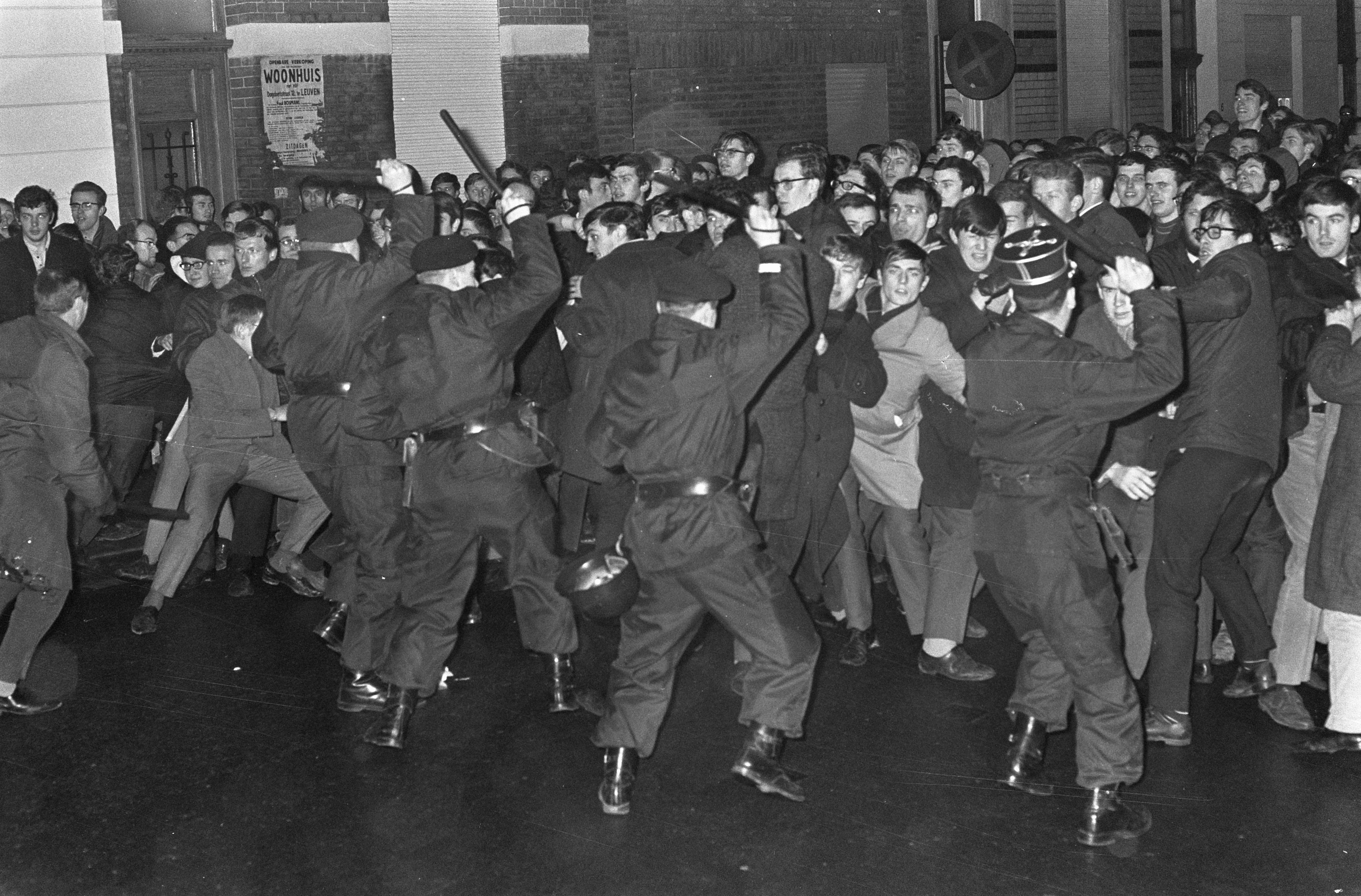
Zásah policie proti vlámským studentům roku 1968, krize skončila rozdělením univerzity v Lovani

Federalizace Belgie proběhla v pěti etapách v období od roku 1970 do roku 2001. Prvním signálem byl v roce 1968 rozpad univerzity v Lovani na vlámskou a francouzskou univerzitu. Roku 1970 byl do ústavy zanesen princip tří „kulturních společenství“ (vlámské, frankofonní a germanofonní) a tři územní „regiony“. V roce 1980 z názvů společenství odpadlo slovo „kulturní“, všechna tři společenství a rovněž vlámský i valonský region zřídila své „rady“ (parlamenty) a „exekutivu“ (vlády). Rada i vláda vlámského společenství se však sloučila s radou a vládou vlámského regionu. V letech 1988–1989 zřídil vlastní parlament a vládu i Region Brusel - hlavní město, současně byla regionům předána pravomoc nad veřejnými pracemi a dopravou a společenstvím působnost v oblasti vzdělávání. V roce 1993 se do ústavy dostala formulace, že „Belgie je federální stát, který se skládá ze společenství a regionů“, čímž se stala Belgie federací de iure, a společenství a regiony získaly další kompetence. Pátou etapou federalizace byly v roce 2001 Lambermontská a Lombardská dohoda, kterou do kompetence regionů přešlo i zemědělství, mořský rybolov, zahraniční obchod, otázky volebních výdajů, financování politických stran a regionální rozvoj. Lombardská dohoda rozdělila parlament Bruselského regionu na frankofonní a vlámskou část se zákazem majorizace.
Po roce 2000 sílí na vlámské straně snahy o úplné rozdělení Belgie. Filip Dewinter, předseda nacionalistické strany Vlámský zájem, požaduje „sametový rozvod“, za jehož vzor považuje rozdělení Československa v roce 1993, rovněž vlámští křesťanští demokraté (předseda Yves Leterme) podporují další prohlubování autonomie. Hlavní překážkou rozdělení je dvojjazyčné hlavní město Brusel. Dne 13. listopadu 2006 belgická televize odvysílala fiktivní vyhlášení vlámské nezávislosti, za tento žert bylo vedení televize kritizováno.

## Po 1990

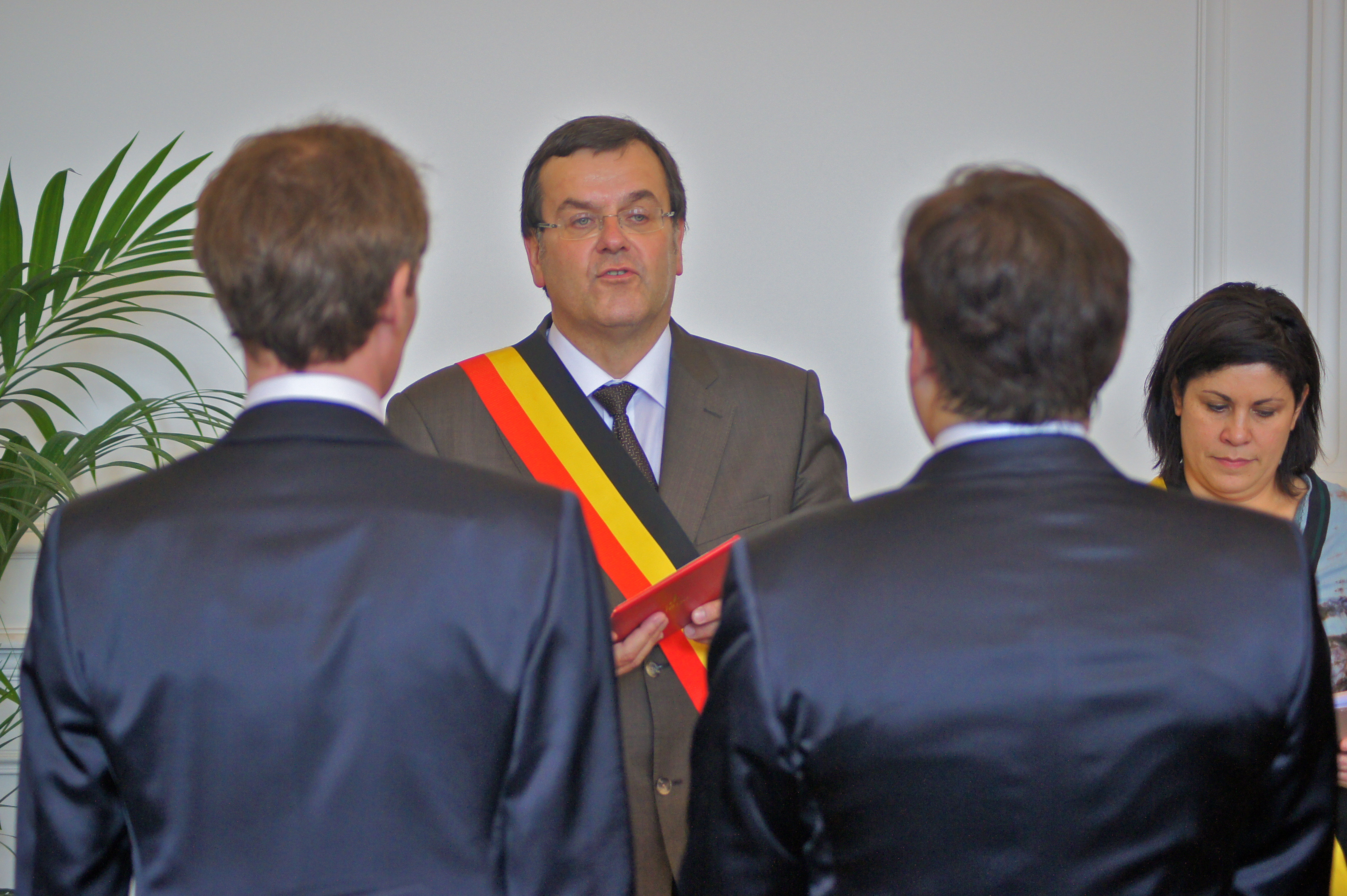
Starosta města Lutychu Willy Demeyer oddává homosexuální pár

Po roce 1990 Belgie zažívá období poklesu a mnoha problémů. V ekonomické oblasti musely vlády po roce 1992 začít řešit otázku státního dluhu, který se dotkl hranice 130 procent HDP. Podařilo se jim sice dluhovou spirálu zastavit, ale za cenu frustrace části veřejnosti. Frustrace, která se ihned přebarvila do nacionálních barev.
V roce 1996 otřásl Belgií skandál kolem sadistického pedofila Marca Dutrouxe. Ukázalo se, že pedofilní sítě prorostly až do nejvyšších míst politiky a že státní aparát, včetně justice, de facto pedofilnímu spiknutí pomáhal, byť spíše kvůli své byrokratičnosti a neschopnosti. Podezřelá neschopnost justice vraha dopadnout přivedla v roce 1996 do ulic 300 000 Belgičanů (tzv. Bílý pochod). Podobné rozhořčení vyvolala tzv. dioxinová aféra roku 1999, kdy se ukázalo, že vláda začala měřit množství polychlorovaných bifenylů v potravinách až několik měsíců poté, co byla informována o jejich nadměrném množství v belgických vejcích a drůbeži, a že bez otevření věci médii by se patrně snažila vše ututlat. Skandál Agusta ve stejné době ukázal, že dvě nadnárodní společnosti získaly belgické vojenské zakázky díky korupci. Roku 1995 rozbouřila emoce další aféra, vražda vládního inspektora Karla Van Noppena. Ten vyšetřoval zneužívání růstových hormonů farmáři a obchodníky s masem. Posléze byla odhalena celá "hormonová mafie".
Belgie zůstala věrna tradici velmi liberální politiky, takže v roce 2002 povolila jako druhá země na světě (po Nizozemsku) eutanazii, v roce 2003 pak jako druhá na světě (opět po Nizozemsku) umožnila sňatky osob stejného pohlaví a roku 2005 adopci dětí homosexuály. Politická scéna je nicméně stále více paralyzovaná národnostním rozštěpem - po volbách v roce 2010 Belgie vytvořila světový rekord v době od voleb, kdy se politici nedokázali dohodnout na vládním uspořádání (541 dní).
Dalším problémem se stalo přistěhovalectví, zejména z muslimských zemí. To bylo dlouho podporováno, mj. i kvůli tomu, že přistěhovalci "ředili" národnostní problém a politici dlouho věřili, že právě oni budou tmel rozdělené společnosti, lidé s belgickou a nikoli vlámskou či valonskou identitou. Velká část muslimských přistěhovalců však belgickou identitu nepřijala. S nástupem vlny sunnitského fundamentalismu (reprezentovaného zejména Islámským státem) se řada belgických muslimů radikalizovala - po teroristických útocích v Paříži roku 2015, při nichž bylo zavražděno 130 lidí, se ukázalo, že teroristická síť má zázemí právě v Belgii, a že státní aparát není schopen tomuto problému čelit.